# لبنانيون
الشعب اللبناني هم الأشخاص الذين يسكنون أو ينحدرون من لبنان. قد يشمل المصطلح أيضًا أولئك الذين سكنوا جبل لبنان وجبال لبنان الشرقية قبل إنشاء الدولة اللبنانية الحديثة. المجموعات الدينية الرئيسية بين اللبنانيين في لبنان هي الشيعة (27٪)، المسلمون السنة (27٪)، المسيحيون الموارنة (21٪)، الروم الأرثوذكس المسيحيون (8٪)، المسيحيون الملكيون (5٪)، الدروز (5.6٪)، المسيحيين البروتستانت (1٪). ومع ذلك، تتألف أكبر مجموعة من اللبنانيين من المنتشرين في أميريكا الشمالية، أميريكا الجنوبية، أوروبا، أستراليا، وإفريقيا، والتي تقطنها أغلبية مسيحية مارونية.
بما أن الإحصائات النسبية للطوائف المختلفة أمر حساس سياسيًا، لم يقم لبنان بجمع بيانات إحصائية رسمية حول الخلفية العرقية منذ عام 1932 أي في ظل الانتداب الفرنسي. لذلك من الصعب الحصول على تحليل ديموغرافي دقيق للمجتمع اللبناني. قد يكون أكبر تجمع للمنتشرين اللبنانيين في البرازيل حيث يقدر عدد سكانها بـ8.8 إلى 12 ملايين نسمة، بالنظر إلى أن مسحًا رسميًا أجراه المعهد البرازيلي للجغرافيا والإحصاء (IBGE). لطالما سافر اللبنانيون حول العالم، واستقر الكثير منهم بشكل دائم، وعلى الأخص في القرنين الماضيين.
من المقدر أنهم فقدوا مكانتهم كأغلبية في أراضي لبنان نفسه، مع انخفاض أعدادهم إلى حد كبير نتيجة لانتشارهم، لا يزال المسيحيون يمثلون إحدى الجماعات الدينية الرئيسية في البلاد. يشكل أحفاد المسيحيين اللبنانيين غالبية الشعب اللبناني في جميع أنحاء العالم، ويظهرون بشكل أساسي في الإنتشار.

## هوية
قبل إدخال اللغة العربية مباشرة، كان الأشخاص المقيمون في لبنان - سواء الذين سيصبحون مسلمين، أو الغالبية العظمى الذين سيظلون مسيحيين، إلى جانب الأقلية اليهودية الصغيرة - يتحدثون الآرامية، أو بشكل أدق، اللغة الآرامية الغربية. ومع ذلك، منذ القرن 16 على الأقل، كانت غالبية الناس من جميع الأديان الذين يعيشون في لبنان يتحدثون العربية، أو بشكل أكثر تحديدًا، متحدثون باللهجة اللغوية اللبنانية، على الرغم من أن ذلك في أواخر القرن 18، لا يزال المسافرون في لبنان يتحدثون عن العديد من القرى الناطقة بالآرامية حيث كانت اللغة هي لغة المجتمع المحلية وليست مجرد لغة طقسية-ليتورجية.
بين اللبنانيين الموارنة، لا تزال الآرامية هي اللغة الليتورجية للكنيسة المارونية، مع أن شكل الآراميية الشرقية (اللغة السريانية، التي انتشرت فيها المسيحية المبكرة في جميع أنحاء الشرق الأوسط)، تختلف عن الآرامية المنطوقة في لبنان، والتي هي لغة آرامية غربية. باعتبارها اللغة الثانية من لغتين طقسيتين في اليهودية، تم الاحتفاظ باللغة الآرامية أيضًا كلغة في مجال الدين (في التلمود) بين اليهود اللبنانيين، على الرغم من وجودها هنا أيضًا في شكل آرامي شرقي (تم تأليف التلمود باللغة الآرامية البابلية). لكن بين المسلمين اللبنانيين، فُقدت الآرامية مرتين، مرة في التحول إلى اللغة العربية في العامية (اللهجة اللبنانية) ومرة أخرى في المجال الديني، لأن العربية (العربية القرآنية) هي اللغة الليتورجية للإسلام.[بحاجة لمصدر]
اللبنانيون، بغض النظر عن المنطقة أو الطائفة الدينية، هم في الغالب مشرقيون وليسوا من أصول عرقية عربية بتاتًا. تظهر الدراسات الحديثة أن غالبية التركيبة الجينية للبنانيين اليوم مشتركة مع الفينيقيين والكنعانيين الأصليين في المنطقة، أسلاف اللبنانيين.
بعض المسيحيين اللبنانيين، ولا سيما الموارنة، يعرّفون أنفسهم على أنهم لبنانيون أكثر من كونهم عربًا، ويسعون إلى "الاستفادة من الماضي الفينيقي لمحاولة تشكيل هوية منفصلة عن الثقافة العربية". هم يجادلون بأن التعريب يمثل مجرد تحول إلى اللغة العربية باعتبارها اللغة العامية للشعب اللبناني، وأنه، حسب رأيهم، لم يحدث أي تحول فعلي في الهوية العرقية-الإثنية، ناهيك عن أصول الأجداد. للمسيحيين اللبنانية عامةً، والموارنة خاصةً، تاريخهم وتقاليدهم الخاصة، وبالتالي فهم لا ينتمون إلى عرق واحد عروبي، وبالتالي فإن هذا التصنيف خاطئ أو غير قابل للتطبيق؛ إذ لديهم حضارة قائمة بذاتها: لهم لون موسيقي منبثق من الليتورجيا الخاصة بهم، هندسة معمارية لبيوتهم وكنائسهم، تراث من أنواع الأطعمة التي تُحضر سنويًا بحسب أعيادهم، نوع رسم خاص بهم الذي انوجد على حوائط كنائسهم الأثرية. تميل أجزاء معينة من السكان المسيحيين في لبنان على وجه الخصوص إلى التأكيد على جوانب من تاريخ لبنان غير العربي السابق لتشمل جميع مراحل لبنان التاريخية، بدلاً من اعتبار أن بداية التاريخ اللبناني كانت مع الغزوات العربية.
في ظل هذا "الجدل القديم حول الهوية" يفضل بعض اللبنانيين رؤية لبنان، الثقافة اللبنانية، وأنفسهم كجزء من حضارة "متوسطية" و"مشرقية"، في تنازل عن طبقات تراثهم المختلفة.

## أعداد السكان
يقدر مجموع سكان لبنان بما يتراوح بين 19 و26 مليون نسمة. من بين هؤلاء، والغالبية العظمى، أو 15  - 25 مليون، يشكلون جزءً من الانتشار اللبناني (المقيمين خارج لبنان)، مع ما يقرب من 4.2 مليون مواطن يقيمون في لبنان نفسه.

### لبنان
| \| المجموعات العرقية في لبنان \| المجموعات العرقية في لبنان \| المجموعات العرقية في لبنان \| المجموعات العرقية في لبنان \| المجموعات العرقية في لبنان \| \| --------------------------------------------------------------------------------------------------------------------- \| --------------------------------------------------------------------------------------------------------------------- \| -------------------------- \| -------------------------- \| -------------------------- \| \| العرق \| العرق \| \| نسبة مئوية \| نسبة مئوية \| \| اللبناني \| اللبناني \| \| 95% \| 95% \| \| الأرمني \| الأرمني \| \| 4% \| 4% \| \| أعراق أخرى مختلفة: الاوسط (الكردي، التركي، آشوري، الإيراني), أوروپيوي (اليونانيون في لبنان، إيطالي، الفرنسي) و others \| أعراق أخرى مختلفة: الاوسط (الكردي، التركي، آشوري، الإيراني), أوروپيوي (اليونانيون في لبنان، إيطالي، الفرنسي) و others \| \| 1% \| 1% \| | |  |            |            |
| المجموعات العرقية في لبنان | |  |            |            |
| العرق | العرق |  | نسبة مئوية | نسبة مئوية |
| اللبناني | اللبناني |  | 95%        | 95%        |
| الأرمني | الأرمني |  | 4%         | 4%         |
| أعراق أخرى مختلفة: الاوسط (الكردي، التركي، آشوري، الإيراني), أوروپيوي (اليونانيون في لبنان، إيطالي، الفرنسي) و others | أعراق أخرى مختلفة: الاوسط (الكردي، التركي، آشوري، الإيراني), أوروپيوي (اليونانيون في لبنان، إيطالي، الفرنسي) و others |  | 1%         | 1%         |

هناك ما يقرب من 4.2 مليون مواطن لبناني في لبنان.
بالإضافة إلى هذا الرقم، هناك مليوني عامل أجنبي إضافي (معظمهم من السوريين)، ونحو 570.000 لاجئ فلسطيني في البلاد.
لبنان هو أيضًا موطن لأقليات عرقية مختلفة وجدت ملاذًا في البلاد على مر القرون. تشمل الأقليات العرقية البارزة في البلاد الأرمن، الأكراد، الأتراك، الآشوريين، الإيرانيين، وبعض الأعراق الأوروپية بشكل لا يكاد يدرك (اليونانيون، الإيطاليون، والفرنسيون).
هناك أيضًا عدد قليل من البدو الغجر (جزء من شعب الروما القديمة في جنوب آسيا، ولا سيما من أصل هندي).

### الانتشار

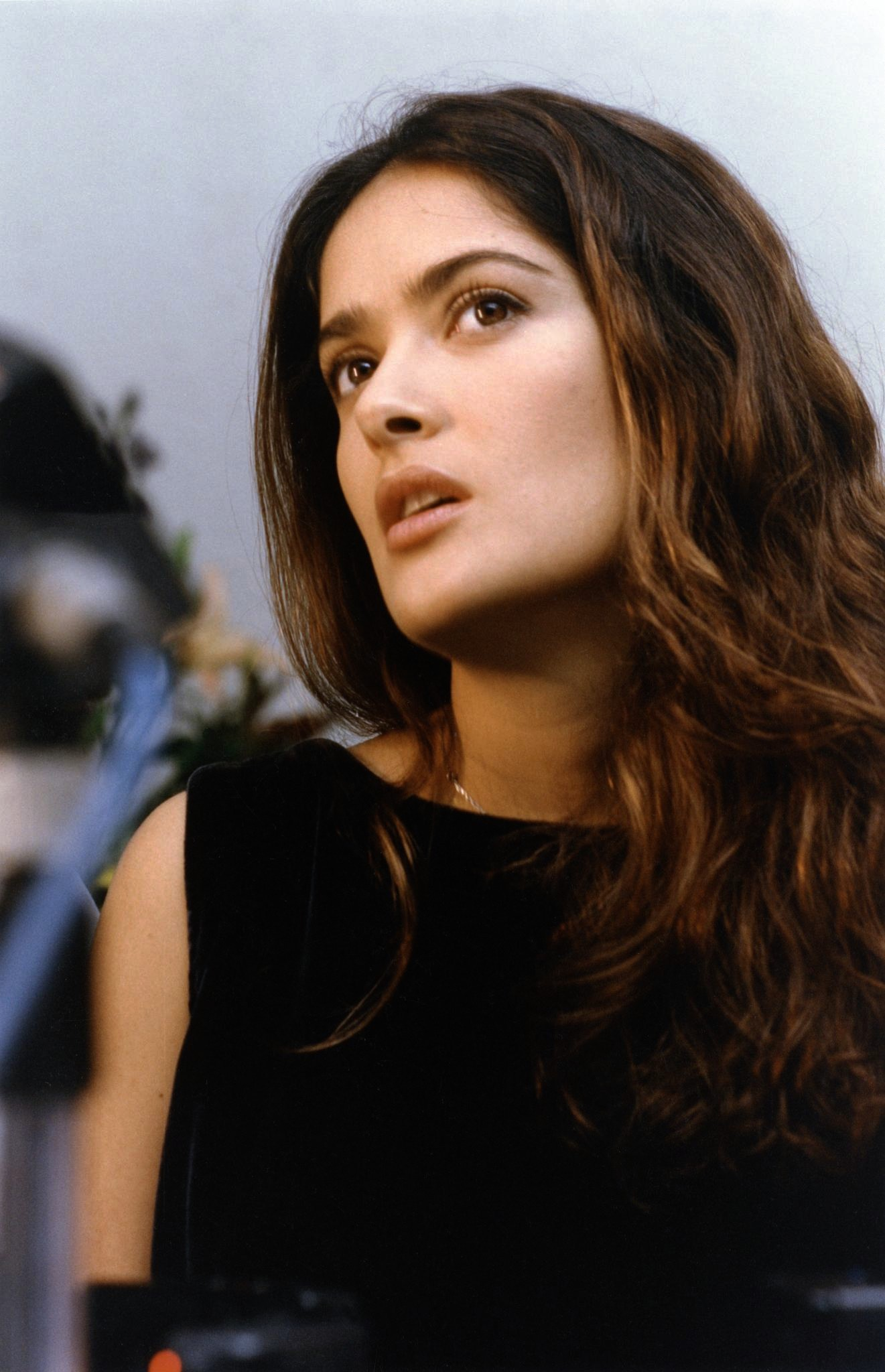
سلمى حايك

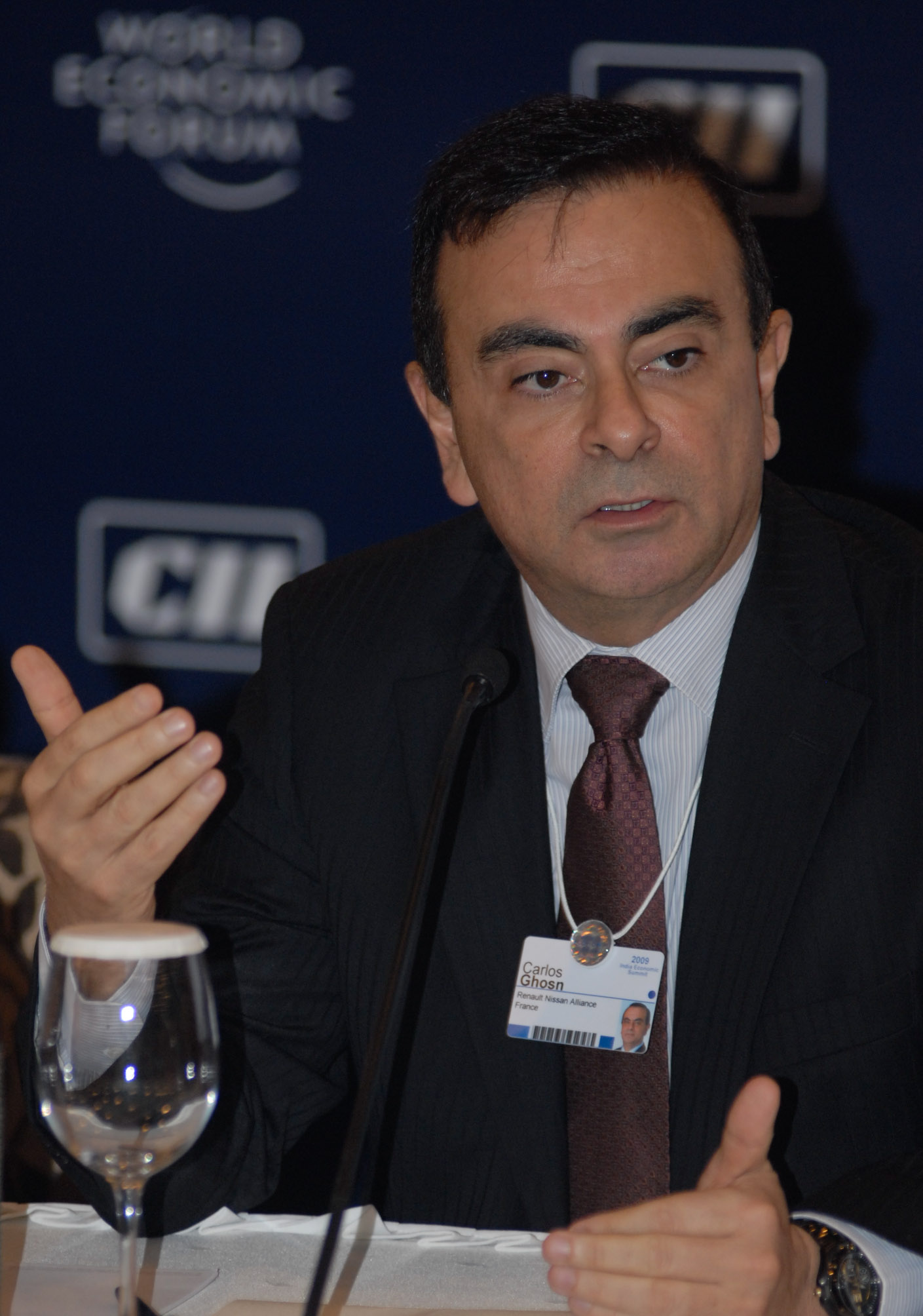
كارلوس غصن

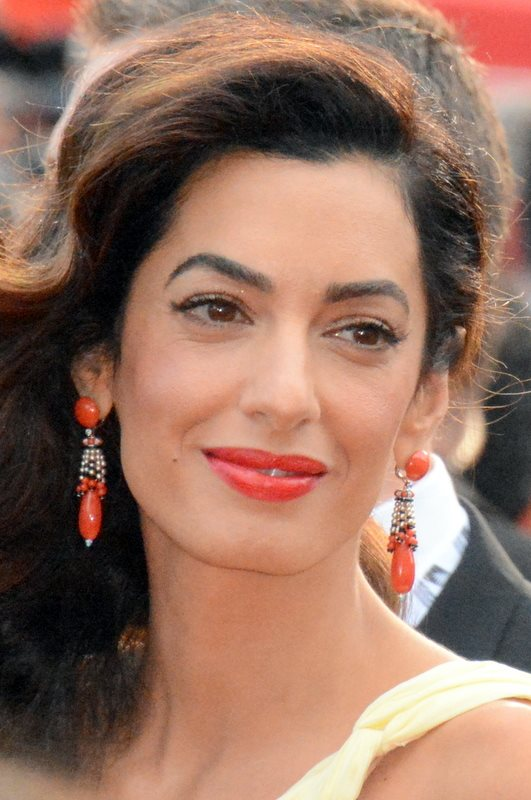
أمل كلوني

يتألف الإننشار اللبناني من حوالي 15 - 25 مليون لبناني المولد يعيشون في الخارج والذين ولدوا في الخارج من أصل لبناني. غالبية اللبنانيين في الانتشار هم من المسيحيين، بشكل غير متناسب في الأميريكتين حيث تقيم الغالبية العظمى. تظهر الأرقام التقديرية أنهم يمثلون حوالي 75٪ من اللبنانيين في المجموع. يُعتبر اللبنانيون في الخارج "أثرياء، مثقفين، ومؤثرين" وعلى مدار الوقت، أوجدت الغربة "شبكات تجارية" لبنانية في جميع أنحاء العالم.
يوجد أكبر عدد من اللبنانيين في البرازيل، حيث حسب إحصاء الحكومتين البرازيلية واللبنانية، هناك أكثر من 8.8 ملايين برازيلي من أصل لبناني. ومع ذلك، وفقًا لمسح عام 2008 الذي أجرته المعهد البرازيلي للجغرافيا والإحصاء، في عام 2008، يغطي فقط ولايات أمازوناس، پارايبا، ساو پاولو، ريو ڠراندي دو سول، ماتو ڠروسو، ديستريتو فيدرال، من قال المشاركون البيض البرازيليون إن لديهم أصول عائلية في الشرق الأوسط.
يقيم عدد كبير أيضًا في أماكن أخرى في أميريكا الشمالية، وعلى الأخص في الولايات المتحدة (489702) وفي كندا، يتراوح الأشخاص اللبنانيون بشكل كامل أو جزئي بين 190.275 (بحسب علم النسب، تعداد 2011)  إلى 250.000 بناءً على التقديرات. في بقية الأميريكتين، توجد مجتمعات كبيرة في الأرجنتين، المكسيك (400000)؛ تشيلي، كولومبيا وفنزويلا، مع وجود كل دولة أخرى في أميريكا اللاتينية تقريبًا على الأقل.
في أفريقيا، تعد ڠانا وساحل العاج موطنًا لأكثر من 100000 لبناني. هناك عدد كبير من السكان اللبنانيين في بلدان أخرى في جميع أنحاء غرب ووسط أفريقيا. تستضيف أستراليا أكثر من 180.000 وكندا 250.000. في دول الشرق الأوسط، تؤوي الدول العربية في الخليج العربي حوالي 400000 لبناني. يمكن العثور على اللبنانيين أيضًا في جميع الدول الأعضاء في الاتحاد الأوروپي البالغ عددها 28 دولة. ولا يزال في إسرائيل أكثر من 2500 عضو سابق في جيش لبنان الجنوبي، ذلك دون ذكر الجالية اللبنانية في إسرائيل الموجودة قبل اندلاع الحرب الأهلية والذين هربوا من القصف إلى إسرائيل أيام الحرب دون معرفة في أي أرض هم وما زالوا عالقين داخلها.
حاليًا، لا يمنح لبنان حقًا تلقائيًا في الجنسية اللبنانية للمهاجرين الذين فقدوا جنسيتهم عند حصولهم على جنسية البلد المضيف، ولا لأحفاد المنتشرين المولودين في الخارج. يؤثر هذا الوضع بشكل غير متناسب على المسيحيين. مؤخرًا، دعت المؤسسة المارونية للانتشار (التابعة للبطريركية المارونية) إلى إنشاء خطة يمكن من خلاله للمنتشرين الذين فقدوا جنسيتهم استعادتها، أو يمكن لأحفادهم المولودين في الخارج (إذا رغبوا في ذلك) الحصول عليها.
تحتوي القائمة أدناه على أرقام تقريبية للأشخاص المنحدرين من أصل لبناني حسب بلد الإقامة، مأخوذة كثيرًا من خريطة iLoubnan للمنتشرين. تم توفير المزيد من الاستشهادات الموثوقة حيثما أمكن ذلك. تم تضمين تقديرات إضافية حيث يمكن الاستشهاد بها؛ عند الاقتضاء، يتم استخدام هذه بدلًا من أرقام iLoubnan. يستخدم الشكل أدناه البيانات من القائمة ويحسب عدد السكان اللبنانيين كنسبة مئوية من إجمالي السكان في البلد المعني.

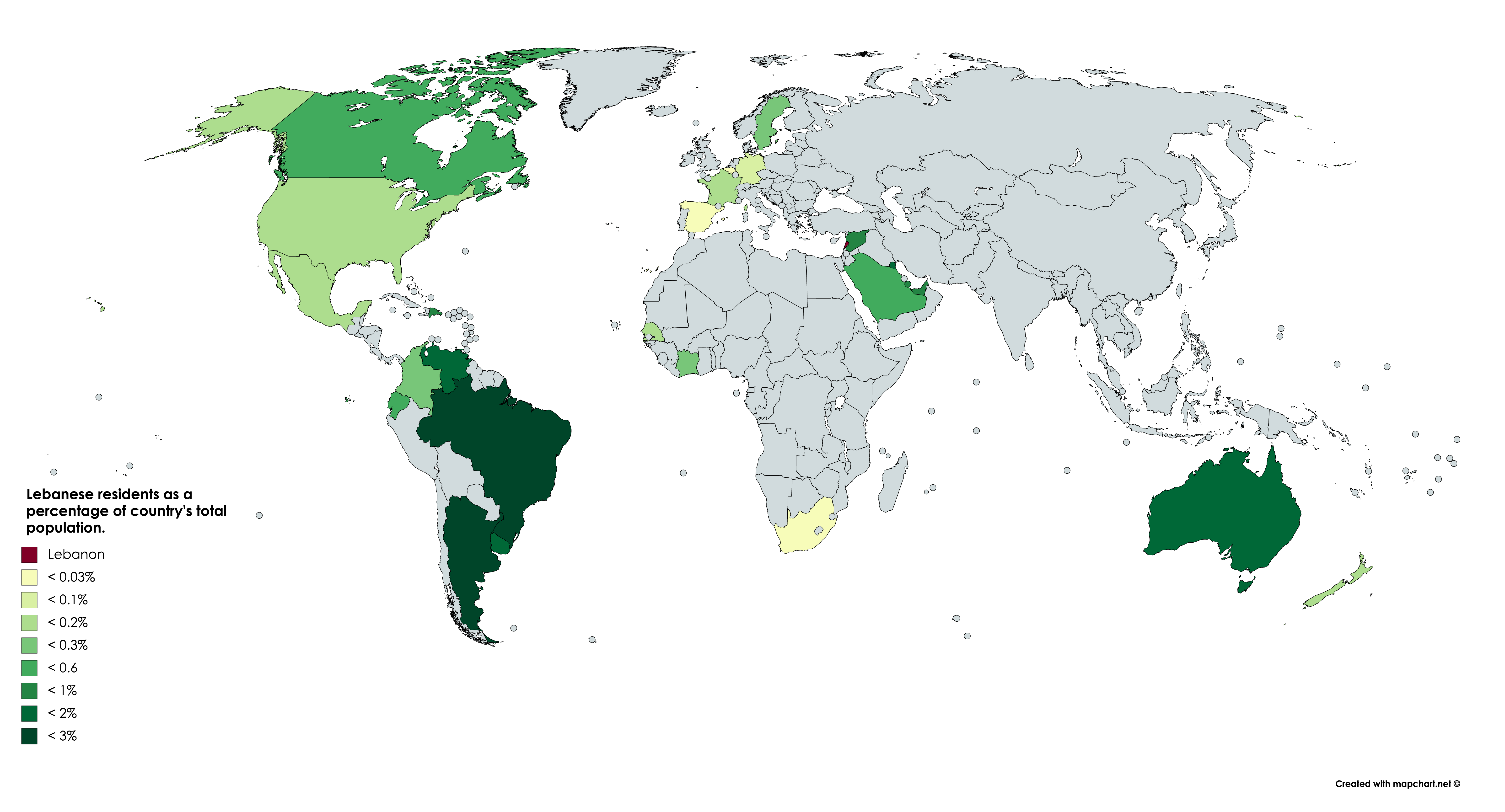
اللبنانيون المقيمون كنسبة مئوية من مجموع سكان البلاد.

ملاحظة: نسبة كبيرة من العرب في الأرجنتين، تشيلي والبرازيل وكولومبيا والمكسيك وفنزويلا وبلغاريا ورومانيا وإيطاليا والبرتغال وإسبانيا هم من أصول لبنانية. يشار إليها ** لهذا الغرض.

## دين
| اللبنانيون المسلمون | اللبنانيون المسلمون | اللبنانيون المسلمون | اللبنانيون المسلمون | اللبنانيون المسلمون |
| ------------------- | ------------------- | ------------------- | ------------------- | ------------------- |
| عام                 | عام                 |                     | نسبة مئوية          | نسبة مئوية          |
| 1932                | 1932                |                     | 49%                 | 49%                 |
| 1985                | 1985                |                     | 75%                 | 75%                 |
| 2010                | 2010                |                     | 61%                 | 61%                 |
| 2014                | 2014                |                     | 59.5%               | 59.5%               |

| المسيحيون اللبنانيون | المسيحيون اللبنانيون | المسيحيون اللبنانيون | المسيحيون اللبنانيون | المسيحيون اللبنانيون |
| -------------------- | -------------------- | -------------------- | -------------------- | -------------------- |
| عام                  | عام                  |                      | نسبة مئوية           | نسبة مئوية           |
| 1932                 | 1932                 |                      | 51%                  | 51%                  |
| 1985                 | 1985                 |                      | 25%                  | 25%                  |
| 2010                 | 2010                 |                      | 39%                  | 39%                  |
| 2014                 | 2014                 |                      | 40.5%                | 40.5%                |

 لبنان لديه ديانات رئيسية مختلفة. تمتلك البلاد أكثر المجتمعات تنوعًا دينيًا في الشرق الأوسط، وتضم 17 طائفة دينية معترف بها. الديانتان الرئيسيتان بين اللبنانيين هما المسيحية (الكنيسة المارونية، الكنيسة الأرثوذكسية اليونانية، الكنيسة الملكية، الكنيسة الپروتستانتية) والإسلام (الشيعة والسنة). ثالث أكبر ديانة هي الدروز.
هناك أقليات مسيحية أخرى غير لبنانية مثل الأرمن (الكنيسة الرسولية الأرمينية والكنيسة الأرمينية الكاثوليكية)، الآشوريين (الكنيسة الآشورية الشرقية، الكنيسة السريانية الكاثوليكية، الكنيسة السريانية الأرثوذكسية، والكنيسة الكلدانية الكاثوليكية) والأقباط (كنيسة الإسكندرية القبطية الأرثوذكسية) الذين التجأوا إلى لبنان على مر السنين من اضطهادهم في الشرق الأوسط، حيث كان لبنان المفر الوحيد والأكثر أمانًا لهم؛ إذ كان لبنان قبل الحرب الأهلية متخذًا سياسة (الساسيين الموارنة) لحماية والدفاع عن مسيحيي المشرق المقدس، الذين سيصبحون فيما بعد أقلية، من الاضطهاد والتعذيب في دولهم الأم.
لم يتم إجراء إحصاء رسمي للسكان منذ عام 1932، مما يعكس الحساسية السياسية في لبنان تجاه التوازن الطائفي (أي الديني) وخاصةً التخوف من فقدان التوازن عند ملاحظة الفوارق الطائفية الكبيرة للمنتشرين اللبنانيين.
وجدت دراسة أجرتها شركة الإحصاء اللبنانية، وهي شركة أبحاث مقرها بيروت، واستشهدت بها وزارة الخارجية الأمريكية ، أن عدد سكان لبنان البالغ حوالي 4.3 مليون نسمة يُقدر بـ:
- 54٪ مسلمون ( شيعة وسنة، 27٪ لكل منهما)
- 40.5٪ مسيحيون (21٪ موارنة، 8٪ روم أرثوذكس، 5٪ ملكيون كاثوليك، 1٪ پروتستانت، 5.5٪ أقلية مسيحية طوائف مثل الكاثوليك اللاتينيين، الأرمن الأرثوذكس، الأرمن الكاثوليك، السريان الكاثوليك، السريان الأرثوذكس، الكلدان الكاثوليك، الآشوريون الكاثوليك، والأقباط الأرثوذكس)
- 5.5٪ دروز (أقلية دينية، ينحدرون من الإسلام الشيعي، البعض لا يعتبرهم من المسلمين، على الرغم من أن الدستور اللبناني يعتبر الطائفة الدرزية جزءً من المجتمع المسلم اللبناني.)

هناك أيضًا أعداد صغيرة جدًا من الديانات الأخرى مثل اليهودية والمورمون والعقيدة البهائية وأيضًا الأديان التي يمارسها العمال الأجانب مثل البوذية والهندوسية.
يحدد كتاب حقائق العالم لوكالة المخابرات المركزية الأميريكية أن من بين المقيمين في لبنان 59.7٪ مسلمون (شيعة، سنة، دروز، صوفيون، وعلويون) و39٪ مسيحيون (معظمهم من الموارنة، الروم الأرثوذكس، الملكيين، الكنيسة الرسولية الأرمينية، الكنيسة الأرمينية الكاثوليكية، كنيسة المشرق الآشورية، السريان الأرثوذكس، الكلدان الكاثوليك، السريان الكاثوليك) و1.3٪ "أخرون".
توفر المؤسسة الدولية للأنظمة الانتخابية مصدرًا للناخبين المسجلين في لبنان لعام 2011  (تجدر الإشارة إلى أن تسجيل الناخبين لا يشمل الأشخاص دون سن 18 عامًا والناخبين غير المسجلين) التي تضع الأرقام على النحو التالي: الإسلام السني 27.65٪، الإسلام الشيعي 27.34٪، الموارنة 21.05٪، الروم الأرثوذكس 7.34٪، الدروز 5.74٪، الملكيين الكاثوليك 4.76٪، الأرمن الرسوليين 2.64٪، الأقليات المسيحية الأخرى 1.28٪، العلويون الشيعة 0.88٪، الأرمن الكاثوليك 0.62٪، الپروتستانت الإنجيليزن 0.53٪، و 0.18٪ أخرى من السكان.
مع احتساب المنتشرين، يشكل المسيحيون أغلبية مطلقة. يبلغ عدد سكان لبنان من المحالميين المعروفين أيضًا باسم ماردينلي)، وقد هاجر معظمهم من شمال شرق سوريا وجنوب شرق تركيا ما بين 75000 و100000 ويعتبرون جزءًا من السكان السنة. وقد حصل هؤلاء في السنوات الأخيرة على الجنسية اللبنانية، وإلى جانب العديد من الحروب الأهلية بين المتطرفين الإسلاميين والجيش اللبناني التي تسببت في فرار العديد من المسيحيين من البلاد، أعادت قلب التوازن الديموغرافي لصالح المسلمين والسنة على وجه الخصوص. بالإضافة إلى ذلك، مُنح عدة آلاف من العرب البدو في البقاع ومنطقة وادي خالد، من السنة بالكامل، الجنسية اللبنانية. يوجد في لبنان أيضًا تعداد يهودي، يقدر بأقل من 100.
على الرغم من أن لبنان بلد علماني، إلا أن شؤون الأسرة مثل الزواج وبطلانه، والميراث لا تزال تتولاها السلطات الدينية التي تمثل دين الشخص. الدعوات للزواج المدني ترفض بالإجماع من قبل السلطات الدينية وبالأخص المرجعيات الإسلامية، لكن الزيجات المدنية التي تعقد في بلد آخر تعترف بها السلطات المدنية اللبنانية.
يشكل المسلمون المسجلين قانونيًا حوالي 54٪ من السكان (شيعة، سنة، علويون). تصل نسبة المسيحيين المسجلين قانونيًا إلى 41٪ (الموارنة، الروم الأرثوذكس المسيحيين، الملكيين، الأرمن، الإنجيليين، وغيرهم). يشكل الدروز حوالي 5٪. أقلية صغيرة من 0.1٪ تشمل اليهود والعمال الأجانب الذين ينتمون إلى الديانات الهندوسية والبوذية.
لا تعترف الدولة بعدم الدين، ولكن في عام 2009، جعل وزير الداخلية زياد بارود من الممكن إزالة الطائفة الدينية من بطاقة الهوية اللبنانية، لكن هذا لا يمنع السلطات الدينية من السيطرة الكاملة على المدنية. قضايا عائلية داخل الدولة.

## علم الوراثة

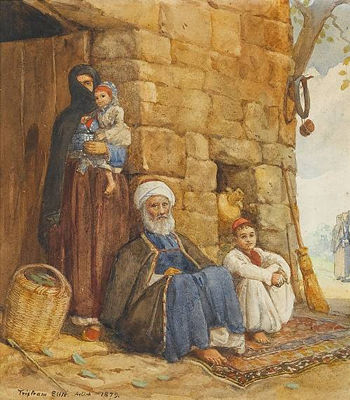
عائلة درزية من لبنان أواخر الـ1800ـات

### مجموعات هاپلوڠروب Y-DNA
تقترح نظريات من بعض الدراسات التأكيد على أن اللبنانيين يتتبعون الاستمرارية الجينية مع السكان الأقدم، بغض النظر عن انتمائهم إلى أي من الطوائف الدينية المختلفة في لبنان اليوم. في دراسة عام 2007، وجد عالم الوراثة پيار زلوعة أن "العلامة الجينية التي تحدد أحفاد المشرق القديم موجودة بين أعضاء جميع الطوائف الدينية في لبنان"  في مقابلة عام 2013، أشار پيار زلوعة إلى أن الاختلاف الجيني سبق الاختلاف الديني والانقسامات: "كان لدى لبنان بالفعل مجتمعات متمايزة جيدًا لها خصائصها الجينية الخاصة بها، ولكن ليس هناك اختلافات كبيرة، وجاءت الأديان كطبقات من الطلاء على القمة. ليس هناك نمط واضح أن تبين أن مجتمع واحد يحمل أكثر بكثير الفينيقية من الآخر".
من خلال تحديد النوع القديم من الحمض النووي المنسوب إلى الفينيقيين، تمكن عالم الوراثة پيار زلوعة أيضًا من رسم مخطط لانتشارها خارج شرق المتوسط. عُثِر على هذه العلامات بنسب عالية بشكل غير عادي في عينات غير لبنانية من أجزاء أخرى من "ساحل المتوسط حيث من المعروف أن الفينيقيين أنشأوا مستعمرات اقتصادية، مثل قرطاج في تونس اليوم". عُثِر على العلامات أيضًا بين عينات من المالطيين والإسپان، حيث كان من المعروف أيضًا أن الفينيقيين أنشأوا هناك مستعمرات. تظهر الدراسة أنه يمكن التعرف على شخص واحد من بين 17 شخصًا في البلدان المحيطة بحوض المتوسط بالعلامات الجينية الفينيقية في كروموسوماتهم الذكرية. ومع ذلك، فإن العلامة الخاصة المرتبطة ببعض الدراسات مع الفينيقيين التاريخيين، هاپلوڠروب J2، تمثل في الواقع فسيفساء معقدة من العمليات الديموغرافية المختلفة التي أثرت على المتوسط في عصور ما قبل التاريخ والأزمنة التاريخية.
في دراسة وراثية أجراها هابر وآخرون عام 2011 والتي حللت وراثية كروموسوم ذكور من المجموعات الدينية المختلفة في لبنان، كشفت عن عدم وجود تمايز جيني ملحوظ أو مهم بين الموارنة والمسيحيين الأرثوذكس اليونانيين والمسيحيين الروم الكاثوليك والمسلمين السنة والشيعة. المسلمون، ودروز المنطقة في مجموعات هاپلوغروبية الأكثر تكرارا. عُثِر على اختلافات كبيرة بين المجموعات اللبنانية بين مجموعات هاپلوغروب الأقل تكرارًا. في عام 1965، وجد روفي وطالب اختلافات كبيرة في علامات الدم بين الجماعات العرقو-الدينية.

### الحمض النووي جسمي
وفقًا لدراسة 2017 التي نشرتها المجلة الأميريكية لعلم الوراثة البشرية، يستمد لبنانيو اليوم-الحاضر معظم أصولهم من الكنعانيين ذوي الصلة بالسكان (الكنعانيين كونهم الاسم ما قبل الفينيقيين)، ولذلك فإن هذا يعني الاستمرارية الوراثية الكبيرة في المشرق منذ في أقله العصر البرونزي. وبشكل أكثر تحديدًا، وفقًا لعالم الوراثة كريس تايلر-سميث وفريقه في معهد سانڠر في بريطانيا، الذين قارنوا "عينات الحمض النووي القديم لخمسة أشخاص كنعانيين عاشوا قبل 3750 و3650 عامًا "بالأشخاص المعاصرين، كُشف أن 93 بالمئة من السلالة الجينية من الناس في لبنان جاءوا من الكنعانيين (الـ7% الباقية كانوا من سكان السهوب الأوراسية).
خلصت دراسة أجراها معهد ويلكوم سانڠر بالمملكة المتحدة عام 2019، بعد تحليل "دليل الحمض النووي من بقايا تسعة صليبيين عُثر عليهم في موقع دفن في لبنان"، إلى أنه، على عكس بعض الأفكار، لم يغادر الصليبيون "تأثير دائم على جينات اللبنانيين المعاصرين. وبدلاً من ذلك، فإن المسيحيين اللبنانيين اليوم على وجه الخصوص هم أكثر تشابهًا وراثيًا مع السكان المحليين من الفترة الرومانية، أي التي سبقت الحروب الصليبية بأكثر من 4 قرون." 
في دراسة نشرت عام 2020 في المجلة الأميريكية لعلم الوراثة البشرية، أظهر الباحثون أن هناك استمرارية وراثية كبيرة في لبنان منذ العصر البرونزي انقطع بثلاثة أحداث اختلاط مهمة خلال العصر الحديدي، الهلنستي، والعثماني، كل منها ساهم بنسبة 3٪-11٪ من أصل غير محلي إلى السكان المختلطين.

### العلاقة مع السكان الآخرين
سعت دراسات أخرى إلى إقامة علاقات بين اللبنانيين والفئات الأخرى. وجدت دراسة وراثية أجراها هابر في عام 2013 أن "جميع اليهود (السفاردي والأشكنازي) يتكتلون في فرع واحد؛ والدروز من جبل لبنان والدروز من جبل الكرمل يصورون في فرع خاص؛ والمسيحيون اللبنانيون يشكلون فرعًا خاصًا مع المسيحيين سكان أرمينيا وقبرص يضعون المسلمين اللبنانيين كمجموعة خارجية. يتكتل المسلمون اللبنانيون في اتجاه السكان المسلمين في الغالب من السوريين، الفلسطينيين، والأردنيين، والذين يتجمعون بدورهم على فروع مع مجتمعات مسلمة أخرى بعيدة مثل المغرب واليمن." 

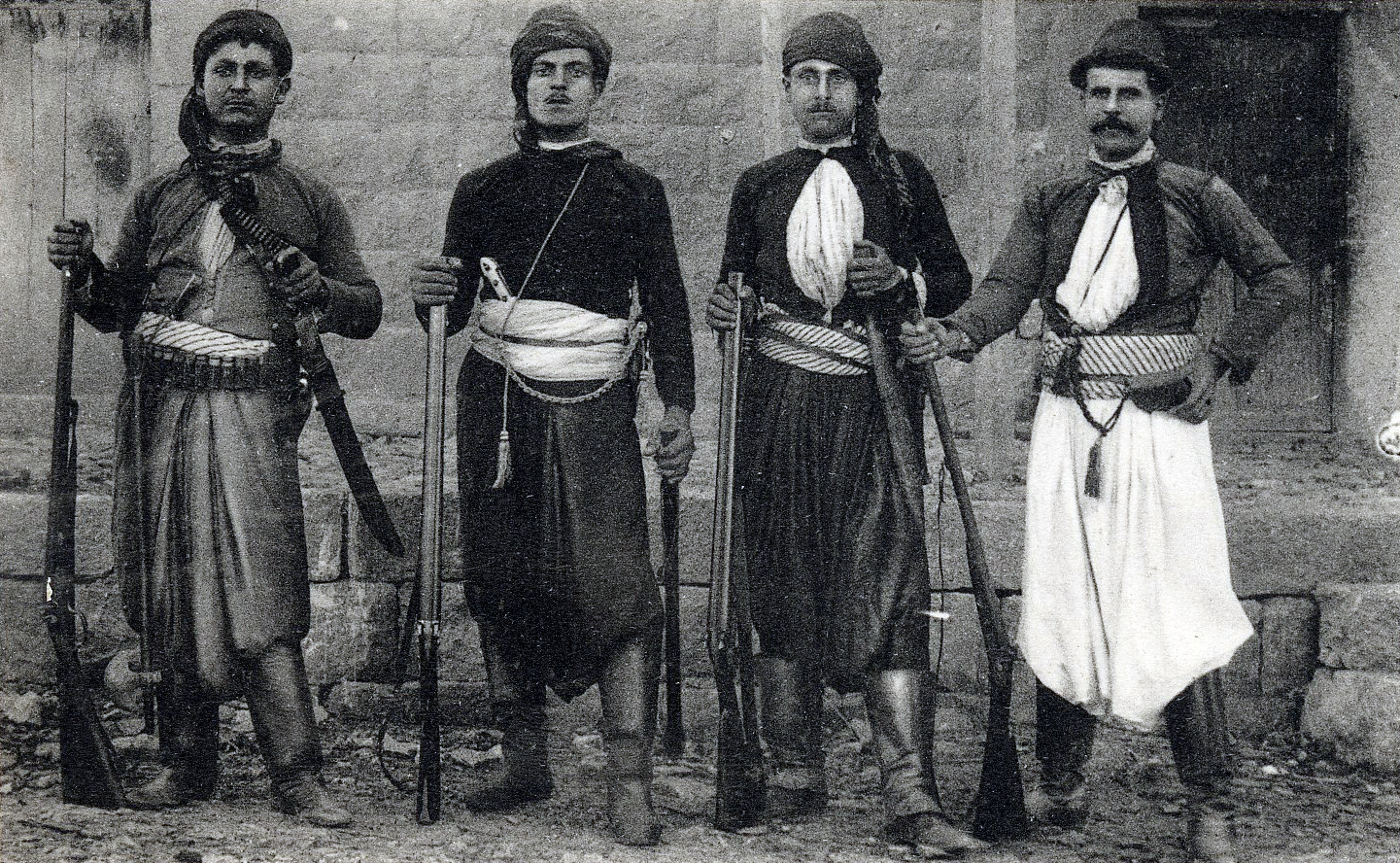
رجال مسيحيون من جبل لبنان، أواخر الـ1800ـات

أكدت دراسة واحدة أقله أجراها المعهد الدولي للأنثروبولوجيا في پاريس، فرنسا، أوجه التشابه في ترددات النمط الفرداني Y في الرجال اللبنانيين واليهود السفارديون، وعرفتهم على أنهم "ثلاثة سكان من الشرق-الأدنى يتشاركون أصلًا جغرافيًا مشتركًا". استطلعت الدراسة تعدد أشكال الحمض النووي الخاص بـ Y (ص 49/طق 1) في 54 لبنانيًا و69 فلسطينيًا، وقارنت مع النتائج التي عُثِر عليها في 693 يهوديًا من ثلاث مجموعات عرقية يهودية متميزة؛ اليهود المزراحيون، اليهود السفارديون، واليهود الأشكناز. التجمع اللبناني هو الأقرب إلى اليهود من أي مجموعة سكانية عربية باستثناء الدروز وفقًا لدراسة أجراها بيهار وآخرون عام 2010، مما قد يدعم الأصل الكنعاني لكليهما.

## روابط خارجية
- "ندوة الشيوخ: الهجرة عابرة الأوطان ومجتمعات الإغتراب". مؤرشف من الأصل في 15 كانون الأول (يناير) 2009. اطلع عليه بتاريخ 24 تموز (يوليو) 2008. {{استشهاد ويب}}: تحقق من التاريخ في: |تاريخ الوصول= و|تاريخ أرشيف= (مساعدة)، جامعة هاملاين، 2002